# Невероятное путешествие (фильм, 1963)
«Невероятное путешествие» (англ. The Incredible Journey) — приключенческий фильм 1963 года режиссёра Флетчера Маркла, снятый на киностудии Walt Disney Productions. Фильм основан на одноимённом романе 1961 года шотландской писательницы Шейлы Барнфорд; речь в фильме идёт о приключениях лабрадора-ретривера Луата, бультерьера Боджера и сиамского кота Тао, которые проходят 300 миль (480 км) сквозь канадскую глушь, чтобы вернуться домой. В фильме снимались Эмиль Женест, Джон Дрейни, Томми Твид и Сандра Скотт, а Рекс Аллен был рассказчиком.
Выпущенный 20 ноября 1963 года компанией Buena Vista Distribution, фильм имел 4,2 миллиона долларов в прокате; фильм получил положительные отзывы благодаря сценам с природой и повествованию Аллена. Однако сцены с участием людей, включающие и кульминацию, подверглись критике; говорили, что они не соответствуют атмосфере. Это был последний фильм, музыку к которому сочинил давний композитор компании «Дисней» Оливер Уоллес. Уоллес умер за два месяца до выхода фильма.

## Сюжет
Однажды ночью в лесах Онтарио Джон Лонгридж планирует долгую охотничью поездку. Его домработница миссис Оукс приезжает на следующий день, поэтому Лонгридж оставляет ей записку. Джон пишет о том, что собирается отпустить трех животных, оставшихся с ним, — сиамского кота Тао, жёлтого лабрадора Луата и пожилого английского бультерьера Боджера — на утреннюю пробежку. Лонгридж ложится спать и рассуждает о том, что его друг Джон Хантер (владелец Луата, который живет почти в 250 милях от Лонгриджа) получает предложение о стажировке в Оксфордском университете. Тао и Боджер принадлежат детям Хантера, Элизабет и Питеру, соответственно, и Лонгридж предлагает забрать всех домашних животных, пока семья находится в отъезде. Тем временем Тао случайно уничтожает важную часть записки, бросив ее в камин.
На следующий день Лонгридж выпускает животных во двор на пробежку и уходит. Перед прибытием миссис Оукс Луат слышит, как дикие гуси возвращаются домой, и решает, что он тоже хочет домой. Он уходит со двора, Боджер и Тао следуют за ним. Они намереваются идти на запад, не зная точно, где находится их дом. Прибывают миссис Оукс и ее муж Берт; они предполагают, что Лонгридж взял с собой животных.
Вскоре животные понимают, что Боджер из-за своего возраста становится обузой. Животные могут быть пойманы, не  получая еду от людей. Троица продолжает двигаться вперед, но Боджер в конце концов падает. Тао охотится за птицами, а Луат отправляется на поиски воды. Два чёрных медвежонка обнаруживают Боджера, но он не реагирует на их игру, поэтому они решают сразиться друг с другом. На шум прибегает медведица, думая, что Боджер причинил вред ее детенышам, она пытается атаковать. Тао и Луат возвращаются и прогоняют медведя, а Боджер ест американскую куропатку, которую Тао убил для него, восстанавливая силы.
Животные путешествуют, охотясь. Они вынуждены пройти через двор лесопилки, где Боджер пытается совершить набег на мусорный бак кухни, но повар стреляет в пса. Луат ловит кролика; Боджер и Тао обнаруживают старого отшельника Джереми, страдающего слабоумием . Джереми принимает животных за гостей-людей и пытается подать им еду, но затем рассеянно ест все сам. Еще позже собаки переплывают реку, а Тао идет по бобровой плотине. Она ломается, и Тао уносит на много миль вниз по течению; кота спасает маленькая финская девочка по имени Хельви. С помощью родителей она выхаживает кота до полного выздоровления. Он догоняет собак, не желая попасть в грозу и быть съеденным рысью по пути. К счастью, из тени появляется молодой охотник и прогоняет рысь.
Вскоре после воссоединения животные сталкиваются с дикобразом, который укалывает Луата шипами. Луат ищет воду для того, чтобы облегчить боль; собаку находит охотник Джеймс Маккензи. Он забирает Луата на ферму, куда уже прибыл Боджер и подружился с Нелл, женой Маккензи. Собак лечат и кормят, а на ночь запирают в сарае. Тем временем Лонгридж возвращается домой, он и миссис Оукс пытаются узнать правду об исчезнувших животных. Лонгридж начинает призывать на помощь лесничество и блокпосты, и новости об увиденных животных приходят отовсюду.
Тао удается освободить собак, и троица бредет в суровые Железные Горы, где нет помощи от людей и царит жуткий зимний климат. Охотники возвращаются домой с печальными новостями о том, что Маккензи последней видела собак и кота живыми. Элизабет отказывается верить в то, что Тао мертв. Питер и мистер Хантер принимают то, что Боджера и Луата больше нет. Семья решает отпраздновать день рождения Питера, чтобы отвлечься.
Элизабет слышит лай во время вечеринки, веря в то, что это Луат, и просит отца свистнуть собаке. Хантер свистит, и появляется Луат, за которым следует Тао, радостно воссоединяющийся с семьей. Питер тоскует по Боджеру, которого нет, но затем замечает медленно приближающуюся старую собаку позади остальных. Питер бежит собаке навстречу. Животные завершают путешествие.

## Актерский состав
- Эмиль Женест в роли Джона Лонгриджа
- Джон Дрейни в роли профессора Джеймса Хантера
- Сандра Скотт в роли Нэнси Хантер
- Марион Финлейсон в роли Элизабет Хантер
- Рональд Кохун в роли Питера Хантера
- Томми Твид в роли Отшельника
- Роберт Кристи в роли Джеймса Маккензи
- Бет Локерби в роли Нелл Маккензи
- Бет Амос в роли миссис Оукс
- Эрик Клаверинг в роли Берта Оукса
- Ян Рубеш в роли Карла Нурми
- Сайм Джаго в роли Хельви Нурми
- Бультерьер Маффи в роли Боджера
- Лабрадор-ретривер  Ринк в роли Луата
- Син Кэт, сиамский кот в роли Тао
- Рекс Аллен, рассказчик

## Производство
Перед съемками продюсер Джек Куффер посетил Бернфорд в Порт-Артуре, Онтарио, чтобы сфотографировать окружающую сельскую местность. Продюсер хотел определить подходящее для съемок место. Это было необходимо, поскольку сезон в Онтарио был слишком коротким для того, чтобы запланировать съемки.
Было три дрессировщика животных; Хэл Дрисколл дрессировал лабрадора, Билл Келер — бультерьера, а Эл Нимел — кота.
Бернфорд провел семь дней со съемочной группой, в том числе в местности, где снимали сиамскую кошку, «ловящую рыбу в ручье и выбрасывающую свой улов лапой молниеносно», как хотел режиссер.

## Награды
Фильм был включен  Американским институтом кино в список 100 самых вдохновляющих американских фильмов (2006).

## Ремейк
В 1993 году на киностудии сняли новую версию фильма под названием «Дорога домой: Невероятное путешествие». Фильм был озвучен Доном Амече, Салли Филд и Майклом Дж. Фоксом. Фильм сохраняет основную сюжетную линию, но в него добавлен побочный сюжет, в котором дети  общаются с новой сводной семьей. Все три питомца переименованы, изменен пол кота, возраст лабрадора / золотистого ретривера и бультерьера / американского бульдога, породы собак. В фильме животные общаются друг с другом; озвучены и их мысли.
В отличие от оригинала, дикая местность, в которой путешествуют животные, находится в горах Сьерра-Невада, а не в лесной пустыне Онтарио.
В 1996 году было также снято продолжение фильма; оно получило название «Дорога домой 2: Затерянные в Сан-Франциско».

## Места съемок
- Палгрейв, Онтарио (хижина отшельника)
- Аспдин, Онтарио (эпизод полета над деревней во вступлении)
- Озеро Вернон, Онтарио (эпизод полета над озером во вступлении)
- Моно Миллс, Онтарио (дом семьи)
- Глен Кросс, Онтарио (ферма дружелюбного охотника)
- Секим, Вашингтон
- Смит-Рок, Терребонн, Орегон
- Озеро Девилс, шоссе Каскейд-Лейкс, Орегон
- Юг Систер, Орегон
- Водопад Ваклелла, Орегон